# パスコ (ワシントン州)
パスコ（Pasco 発音: [ˈpæskoʊ]）は、アメリカ合衆国ワシントン州の都市。フランクリン郡の郡庁所在地である。人口は7万7108人（2020年）。トリシティズと呼ばれるハンフォード・サイト近郊の中規模な都市圏に含まれる。トリシティズにはパスコの他にケニウィックとリッチランドが属している。

## 歴史
1805年10月16日、ルイス・クラーク探検隊がパスコ近郊に宿営したと、サカガウィア州立公園に記されている。その後もこの地域には猟師やゴールドトレーダーが頻繁に出入りしていた。
1880年代には、コロンビア川流域にノーザン・パシフィック鉄道が開通し、この地域にも多くの開拓民が移住するようになった。
1891年9月3日、パスコが正式に設立された。ノーザン・パシフィック鉄道エンジニアのヴァージル・ボーグにより、ペルーのパスコ県セロ・デ・パスコからパスコと名付けられた。しばらくは小さな鉄道の町だったが、1941年にグランドクーリーダムが完成したことにより灌漑と農業をもたらした。
1940年代から1950年代にかけて、ハンフォード・サイトの影響を受けトリシティズ全体が急速に成長した。しかし、移民の多くはリッチランドとケンウィックに流入し、パスコは農業が主要産業のままだった。第二次世界大戦後もハンフォード・サイト関連の仕事のために政府の資金が地域全体を潤したが、パスコは農業が経済基盤を支えていた。
1990年代後半、これまでとは異なる形のハンフォード・サイト関連の好況が予見され、数社のデベロッパーにより住宅と商業ビルが購入された。
近年、パスコ西部には住宅やアパート、ショッピングセンターが爆発的に増加している。パスコ東部の古い街並みの地区と区別するために、地域住民からは"West Pasco"と呼ばれている。

## 地理・気候
北緯46度14分19秒、西経119度6分31秒 (46.238507, -119.108534)に位置している。
アメリカ合衆国統計局によると、総面積78.3 km2 (30.2 mi2) である。このうち72.7 km2 (28.1 mi2) が陸地であり、5.5 km2 (2.1 mi2) (7.08%) が水地である。
ワシントン州の南東に位置し、カスケード山脈の雨蔭が発生する。そのため、年間を通じて降水量が少なく、砂漠である。ワシントン州の他の地域と異なり、夏は暑く、冬は寒い。
南部はコロンビア川が境界となって、近隣都市のリッチランドとケニウィックから分離している。
- 山:
- 河川: コロンビア川
- その他:

## 人口
2010年国勢調査による人口統計データ
| 基礎データ - 人口: 59,781人 - 世帯数: 17,983世帯 - 家族数: 13,863家族 - 人口密度: 756.8人/km2（1,960.0人/mi2） - 住居数: 18,782軒 - 住居密度: 237.8軒/km2（615.8軒/mi2） 人種別人口構成 - 白人: 55.8% - アフリカン・アメリカン: 1.9% - ネイティブ・アメリカン: 0.5% - アジア人: 1.9% - 太平洋諸島系: 0.1% - その他の人種: 36.4% - 混血: 3.3% - ヒスパニック・ラテン系: 55.7% 年齢別人口構成 - 18歳未満: 35.5% - 18-24歳: 10.6% - 25-44歳: 29.9% - 45-64歳: 17.2% - 65歳以上: 6.7% - 年齢の中央値: 27.3歳 - 性比 - 男性: 50.7% - 女性: 49.3% | 世帯と家族（対世帯数） - 18歳未満の子供がいる: 51.3% - 結婚・同居している夫婦: 55.1% - 未婚・離婚・死別男性が世帯主: 7.1% - 未婚・離婚・死別女性が世帯主: 14.9% - 非家族世帯: 22.9% - 単身世帯: 17.0% - 65歳以上の老人1人暮らし: 5.3% - 平均構成人数 - 世帯: 3.30人 - 家族: 3.73人 収入と家計（2000年推計） - 収入の中央値 - 世帯: 34,540米ドル - 家族: 37,342米ドル - 性別 - 男性: 29,016米ドル - 女性: 22,186米ドル - 人口1人あたり収入: 13,404米ドル - 貧困線以下 - 対人口: 19.5% - 対家族数: 23.3% - 18歳以下: 31.4% - 65歳以上: 9.6% |

## 経済
市街地近郊に農業地帯があるため、いくつかの大規模な食品会社の本社がある（コナグラ・フーズ、Reser's Fine Foods、Twin City Foods）。また、近年ではワインの製造が活況を呈している（Gordon Brothers Cellars、Fidelitas Winery、Kamiak Vineyards、Preston Premium Wines）。
トリシティズ空港があり、大都市との旅客便や貨物便が運航されている。国内の旅客鉄道が整備された1970年以来、アムトラック鉄道の駅が利用されている。それ以外には、コロンビア川とスネーク川の貨物船が輸送経路として使われる。
ハンフォード・サイトの核施設、BNSF鉄道、ラム・ウェストン、ボイジー・カスケード、タイソン・フーズ、エネルギー・ノースウエスト、フッ素ハンフォード社、ベクテル、バテル・パシフィック・ノースウェスト国立研究所に雇用されている人が多い。

## 教育
- 学区
  - パスコ教育学区（英語版）
- 高等教育機関
  - コロンビア・ベイスン・カレッジ（英語版）
  - ワシントン州立大学トリシティズ（英語版）

## 交通
- 鉄道: パスコ・インターモーダル駅（英語版）: アムトラックの駅
- 空港: トリシティ空港（英語版）: シアトル/タコマ、ラスベガス、メサ/フェニックス、ソルトレイクシティ、サンフランシスコ、デンバー

## 名所・旧跡・観光スポット・祭事・催事
- スポーツクラブ・スポーツチーム
  - トリシティ・ダストデビルズ（英語版）: コロラド・ロッキーズ傘下マイナーチーム。ノースウェストリーグ所属。
- 施設
  - Gesaスタジアム（英語版）: トリシティ・ダストデビルズの本拠地。
  - エドガー・ブラウン記念スタジアム（英語版）

## 関係者
- アーサー・フレッチャー: 政治家。
- ブライアン・アーラッカー: ラインバッカー。ナショナル・フットボール・リーグ、シカゴ・ベアーズに所属し、プロボウルに出場。
- ブルース・キソン: 投手。メジャーリーグベースボール。
- チャック・パラニューク: 小説家。
- ジェレミー・ボンダーマン: 投手。メジャーリーグベースボール、デトロイト・タイガースの優勝に貢献した。
- ジョセフ・サントス: 水彩画家。
- キャシー・ブロック: ニュースキャスター。
- クリスティン・W: シンガーソングライター。
- ジェイニー・ラッセル: 女優。
- マイケル・ジャクソン: ラインバッカー。ナショナル・フットボール・リーグ、シアトル・シーホークスに所属した。
- レイ・ウォッシュバーン: 投手。メジャーリーグベースボール。
- ロン・シリマン: 詩人。
- シャーナ・オブライエン: 女優、モデル。
- ジェームズ・ウォン・ハウ: 撮影監督。アカデミー撮影賞を受賞した。